# Macronyx
Macronyx é um gênero de aves passeriformes da família Motacillidae.

## Espécies
São reconhecidas 8 espécies:
- Macronyx sharpei Jackson, 1904
- Macronyx flavicollis Rüppell, 1840
- Macronyx fuelleborni Reichenow, 1900
- Macronyx capensis (Linnaeus, 1766)
- Macronyx croceus (Vieillot, 1816)
- Macronyx aurantiigula Reichenow, 1891
- Macronyx ameliae de Tarragon, 1845
- Macronyx grimwoodi Benson, 1955